# Elles Kiers
Elles Kiers (Emmen, 1969) is een Nederlands beeldend kunstenaar, vormgever, performer en kok. Zij maakte beelden en installaties met voedsel als materiaal, performances met eten in de hoofdrol en bijzondere diners op bijzondere locaties.
Door ziekte ging Kiers vanaf 2014 langzaamaan steeds minder werk maken; sinds 2019 maakt ze geen noemenswaardig werk meer. Kiers heeft de ziekte van Alzheimer.

## Carrière
Kiers volgde een opleiding aan de Academie voor Beeldende Kunst Minerva in Groningen (1988-1994) en deed een culinaire vakopleiding (1998-1999).

Bij haar werk speelt niet alleen de zintuiglijke ervaring een rol, maar ook de sociale impact van het gezamenlijk eten en de oorsprong daarvan.
"Koken is maken met alle zintuigen: ik zie, proef, ruik, voel en hoor. Koken is ook macht, seks, sensualiteit, intimiteit, kwetsbaarheid en vrouwelijkheid." - Elles Kiers 
Kiers werkte vanaf 1997 regelmatig met beeldend kunstenaar Ronald de Jong (1970-2019) aan installaties. Daarnaast begon Kiers in een keuken te werken en deed ze ook een koksopleiding. Vanaf 1999 werd ze gevraagd om eten te verzorgen in een artistieke context, vanaf 2003 vaak bovenal aan architectuur gerelateerd met veel kleur, smaak en experimenten van hoge kwaliteit.
Er kwam meer en meer theatraliteit bij. Vanaf 2005, toen een belangrijke opdrachtgever, PeerGrouP (locatietheater) inmiddels structurele subsidie ontving, kwam ook de landbouw erbij en dus het zelf verbouwen van voedsel alvorens er werk mee te maken.
Gekaramelliseerde suiker is een belangrijk ingrediënt voor Kiers. Vanaf 2007 gebruikte ze meer vlees, reeën, hazen en varkens, – vaak heel lokaal geproduceerd – in voorstellingen, op tafel, in decors. In 2008 ontstond de Ronde Tafel en vanaf 2009 startte de samenwerking met Sjef Meijman. Vanaf dat moment speelden varkens een grote rol.

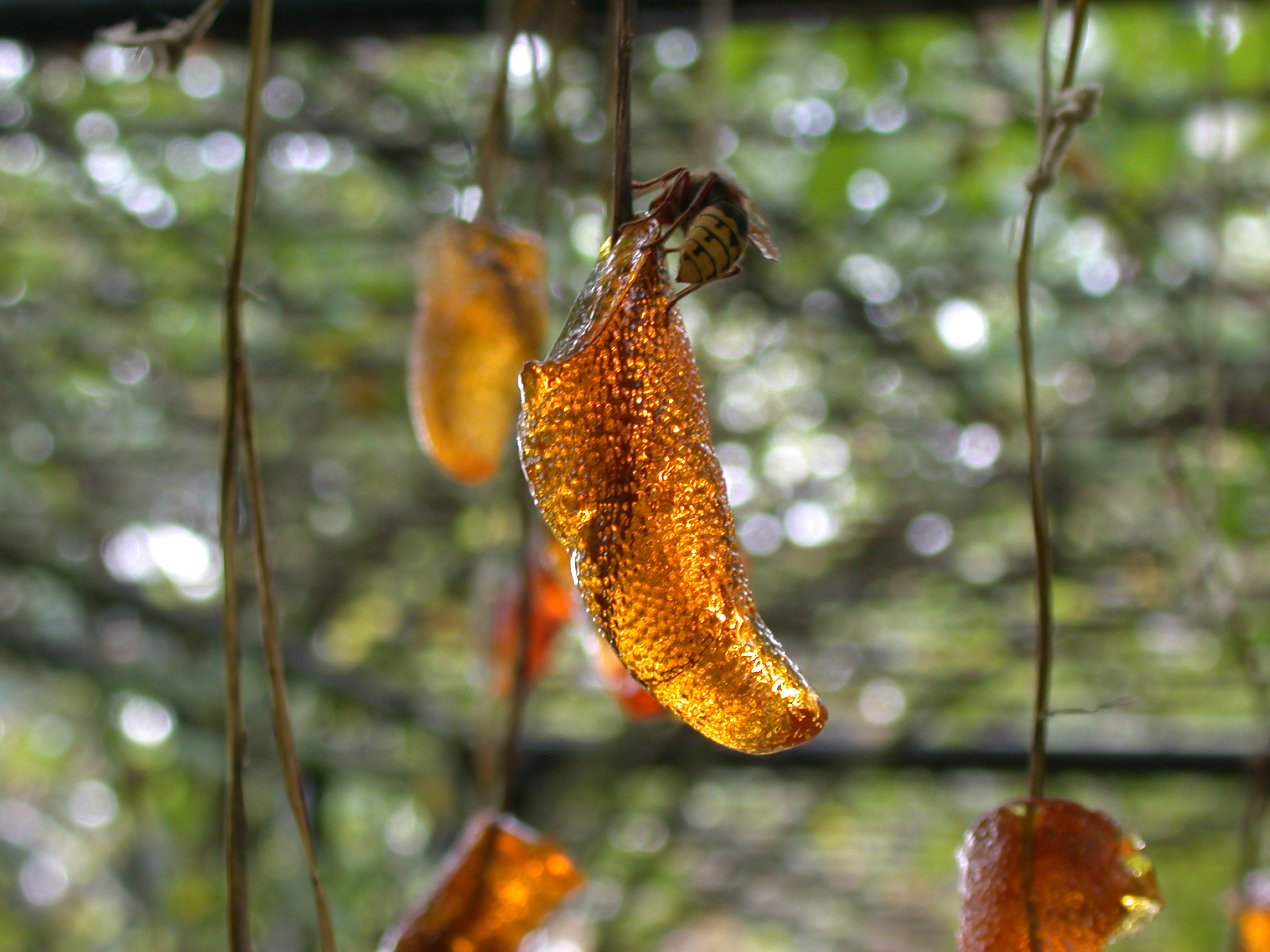
Hangende duim van karamel

“Ik heb suiker al zo vaak verwerkt tot karamel dat ik misselijk zou moeten worden van de geur, maar juist de bereidingswijze, het borrelen en het bruisen, de vergankelijkheid van het materiaal, de amberkleurige geurende stroop die na afkoeling keihard wordt maar evenzogoed totaal kan kristalliseren door slechts 1 achtergebleven suikerkristal en karamel bovendien de eigenschap heeft om na uitharding langzaam weer vloeibaar te worden afhankelijk van de luchtvochtigheid, maken het materiaal spannend om mee te werken”. Kiers over de installatie Zoete Herinnering in De Lawei in Drachten.
In 2013 werd Kiers uitgeroepen tot Drentse Held van de Smaak in het kader van de Week van de Smaak (een week waarmee men de bewustwording over ambachtelijke, streekgebonden en duurzame voeding wilde vergroten).

### Karamel

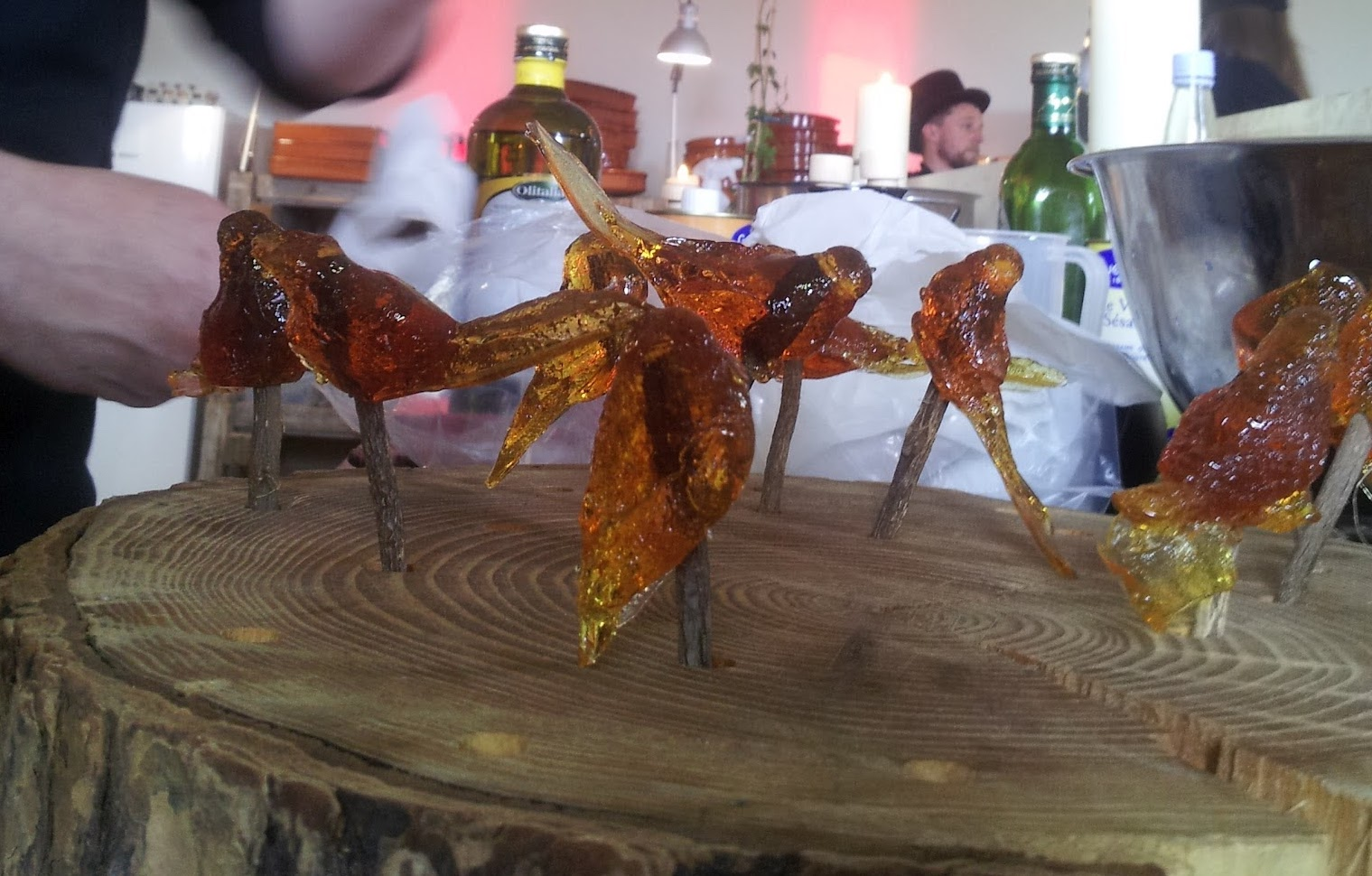
Vogeltjes van karamel op zoethout stokjes

Door de jaren heen is vergankelijkheid een thema voor Kiers. Karamel is een rode draad in haar werk, omdat het als bewerkelijk en vergankelijk materiaal uiting geeft aan een gevoel van tijd. Ze maakte theaterdecor van karamel, exposities met figuren van karamel en figuren in combinatie met zoethout. Kiers goot karamel in de vorm van o.a. duimen, vogels, huisjes, pumps en maakte lolly's met een wesp of een sprinkhaan in het midden. 
"[...] Zo houd ik erg van karamel. Het heeft dezelfde structuur als ramen in een kerk. Daarbij heb ik een fascinatie voor vergankelijkheid. Met voedsel is dat extra spannend omdat het natuurlijk veel korter houdbaar is dan talloze andere materialen. Ik vind het mooi als mensen je werk opeten - ik zie het als een onderdeel van een route die je aflegt. Je maakt iets, dat is eindig, dat heeft dus ook overeenkomsten met theater." - Kiers in Graven waar je staat. 

### Varkens

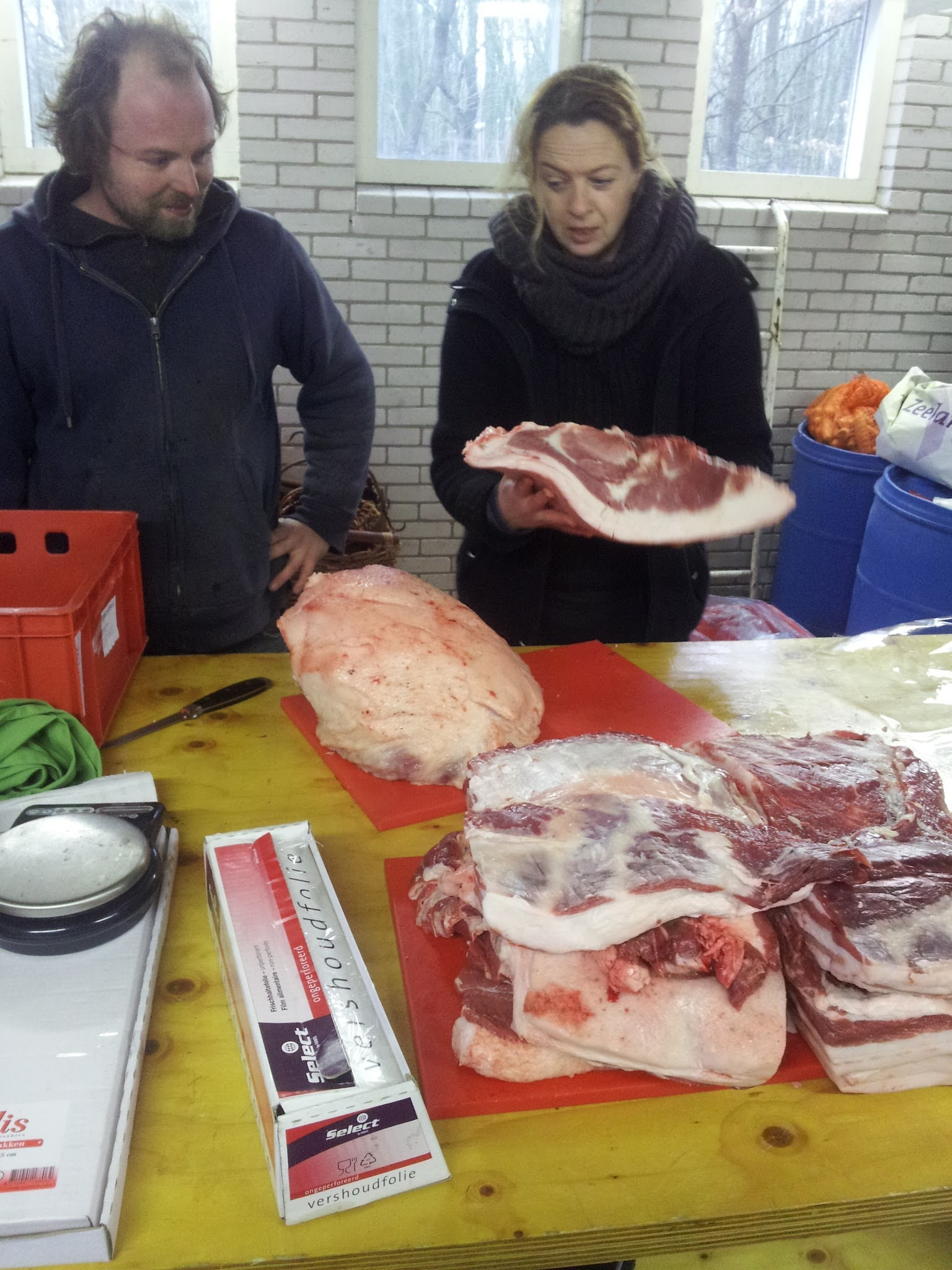
De verwerking van Rinus

Vanuit de samenwerking met Sjef Meijman ontstaat in 2010 het project Varkensjaar. Kiers en Meijman leven een jaar met de varkens Bom, Rinus, Anna en Alie, die ze grootbrengen, verzorgen en uiteindelijk slachten en bereiden. Zo wonen ze zes weken met de varkens en een heel aantal hulpboeren in een weiland op de grens van Nederland en Duitsland en doen mee aan een Forum over de relatie tussen mens en dier op Kasteel Groeneveld. Op Kasteel Groenveld zijn zij zonder Bom, die dan inmiddels in Tilburg geslacht en verwerkt is tijdens de tentoonstelling mEATing. Over de slacht van Bom wordt de documentaire BLOED gemaakt.

Vanuit Varkensjaar ontstaat het idee om een langer project te realiseren waarbij mensen in direct contact komen met varkens, voor hen zorgen en ze uiteindelijk ook samen opeten. Dit wordt het project Varkenshuis. In 2011 zorgen Kiers en Meijman samen met buurtbewoners van de Nieuweweg in Groningen voor de varkens Sven en Mootje. Daarna ging Varkenshuis ook naar Tilburg, Rotterdam en Annerveenschekanaal, waar buurtbewoners een jaar lang voor twee varkens zorgen, die vervolgens worden geslacht, verwerkt en samen opgegeten.
"In 2010 liet medebedenker Sjef Meijman de twee varkens uit zijn achtertuin slachten en die hebben we samen bereid. We hebben alles gebruikt. Zo fascinerend dat alles van een varken wat je gekend hebt door je handen gaat! Meer mensen moesten dat zien, dus bedachten we het project Varkensjaar: een onderzoek waarin culinaire kunst en landbouw en veeteelt samenkwamen. Daar is zoveel uitgekomen: gesprekken over alles wat met varkens en voedsel te maken heeft met allerlei mensen en partijen. Ontzettend interessant en dat herhalen we met Varkenshuis." Kiers in Down to Earth Magazine.
Een belangrijk doel van de projecten Varkensjaar en Varkenshuis is het versterken van de lokale gemeenschap door de collectieve zorg voor twee varkens.

## Beeldende kunst, eetbaar theater en theatraal eten (selectie)
2014 -2019

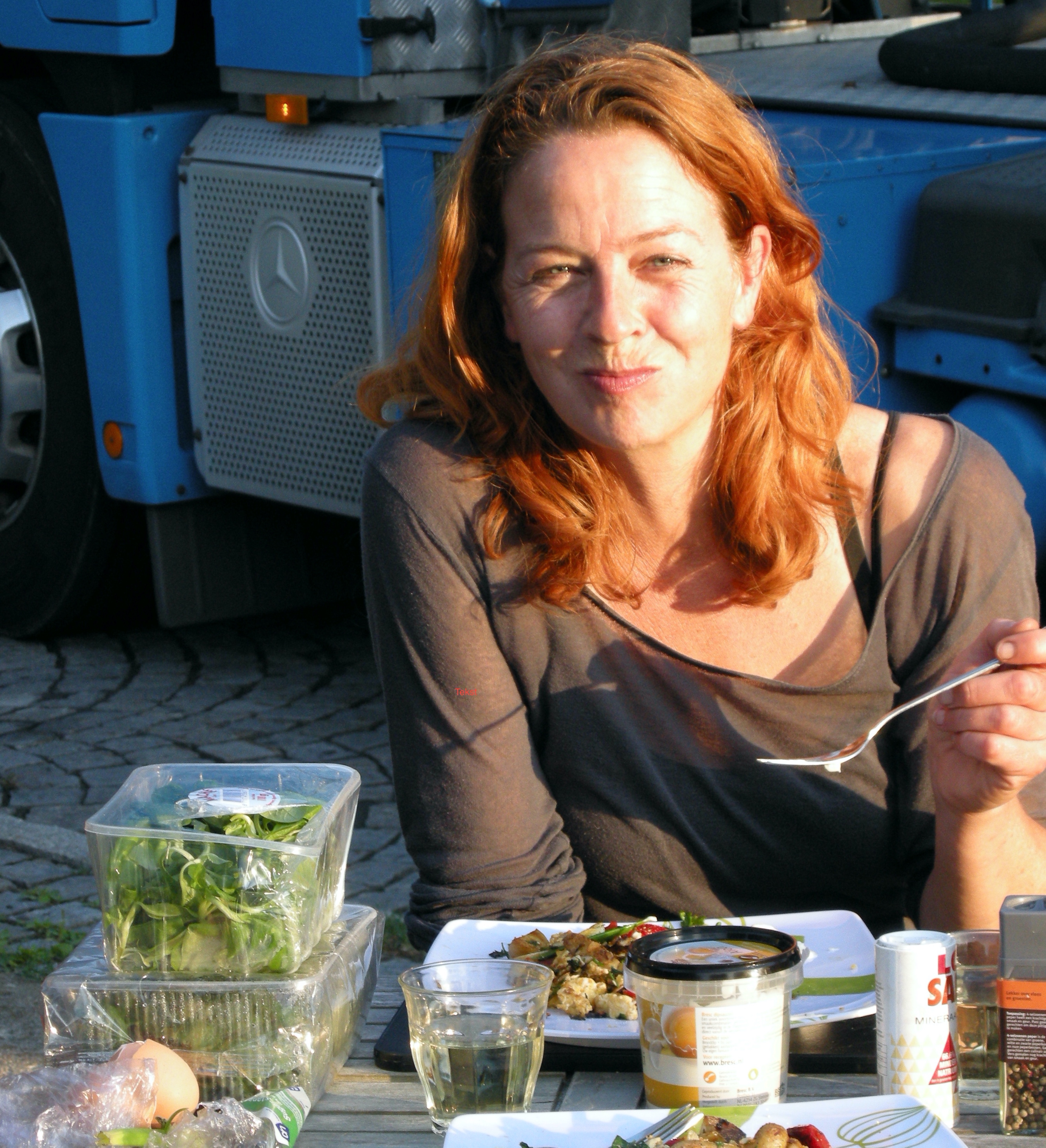
Elles Kiers

Tuinen van Weldadigheid, jaarlijkse oogstdiners, Veenhuizen.
Voedselpodium 2017, Metaal Kathedraal, Utrecht.
Balanceren tussen Zoet en Zout, groepsexpositie, De Bewaerschole in Burgh-Haemstede.
2013
Varkenshuizen Tilburg, Rotterdam i.s.m. Sjef Meijman, PeerGrouP, Tineke Schuurmans/Meating, Rotterdamse Oogst en vele bewoners rondom de varkenshuizen.
International and Interdisciplinary Conference on Emotional Geographies Rijksuniversiteit Groningen.
Held van de smaak, provincie Drenthe.
MILK performance Trasformatorio Numero Zero Montalbano Elicona, Sicilia.
2012

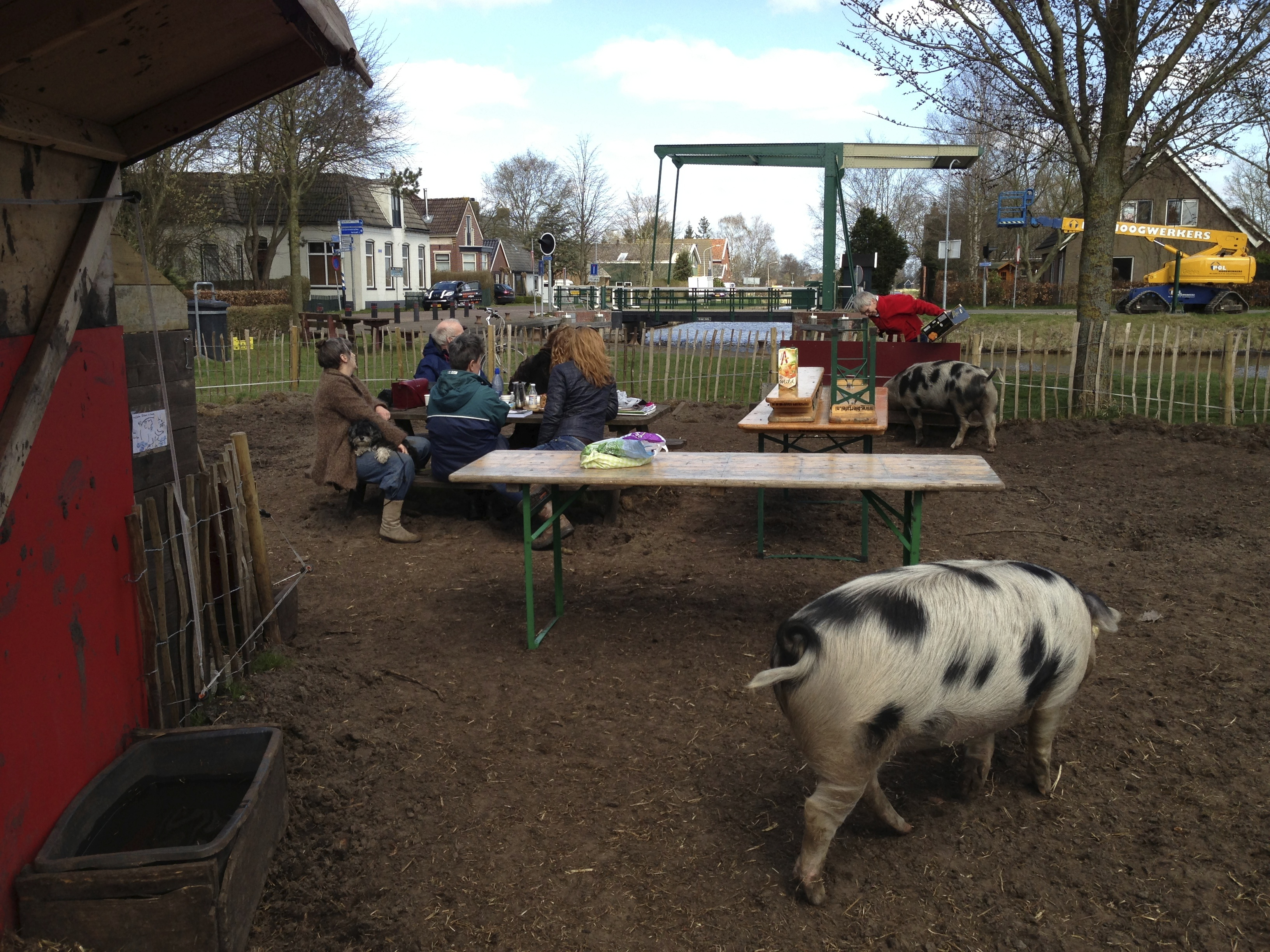
Varkenshuis Annerveenschekanaal

Van Mond tot Mond: dinertheatervoorstelling en tv-serie RTV Drenthe.
Varkenshuis Annerveenschekanaal Sjef Meijman, PeerGrouP.
Wildproeverij in de tentoonstelling ‘Rituelen’ van Loes Heebink, Stedelijk Museum Zwolle.
2011
Proef me, solo, Tschumipaviljoen, in het kader van Nacht van de Wetenschap. Installatie en eetbeeld.
Gras Koningsassymposium en Boumatalkshow. Lunch en presentatie.

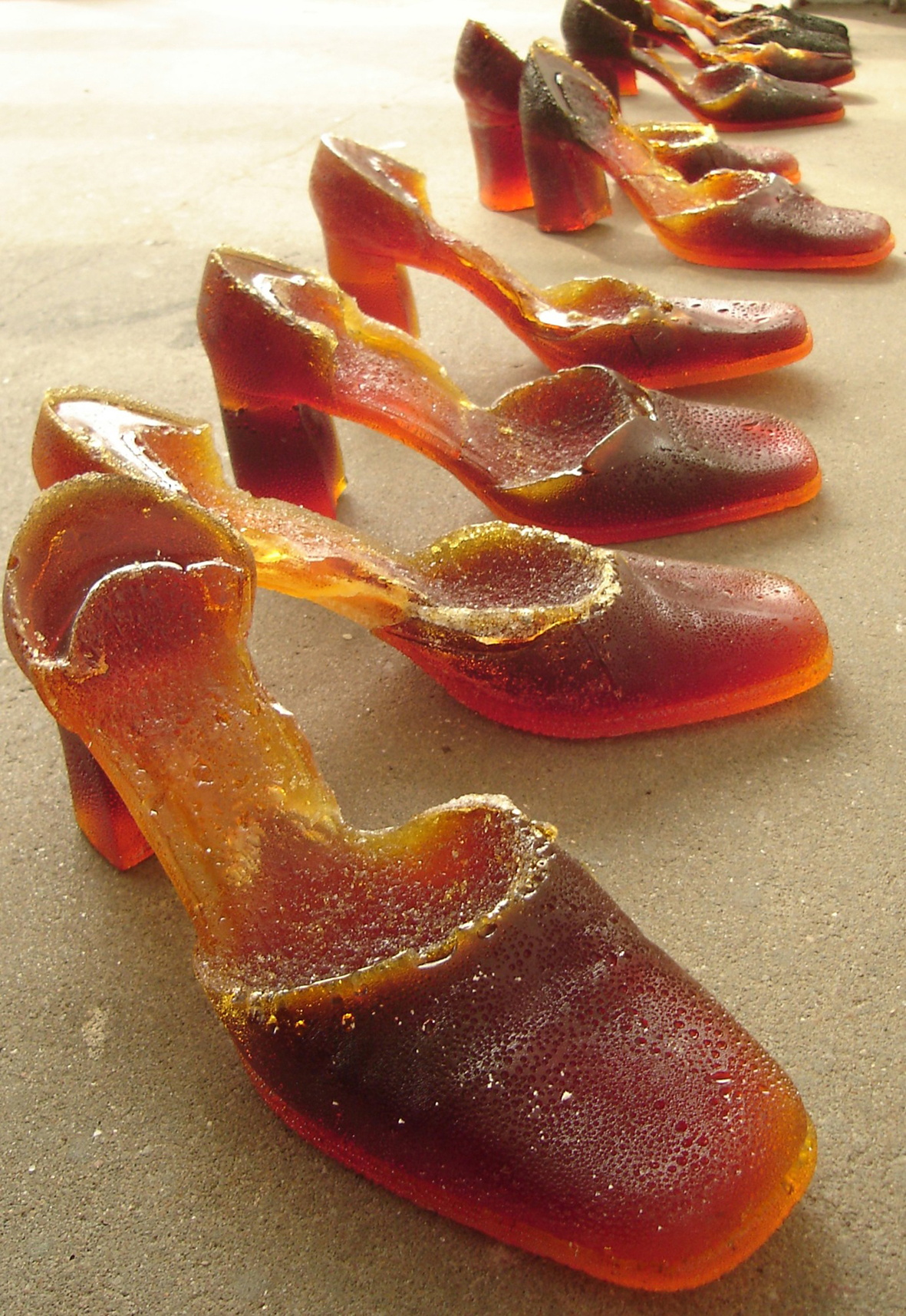
Pumps van karamel

Ronde Tafel, eetvoorstelling, Springtijfestival. i.s.m. Maupi Tauwnaar, Henry Alles en Peergroup.
Varkenshuis, Nieuwe Wegen tentoonstelling, i.s.m. Sjef Meijman, Groningen.
Salon Sur +, Noorderzon festival, performance/ kookkunst. regie Nina Wijnmaalen.
2010

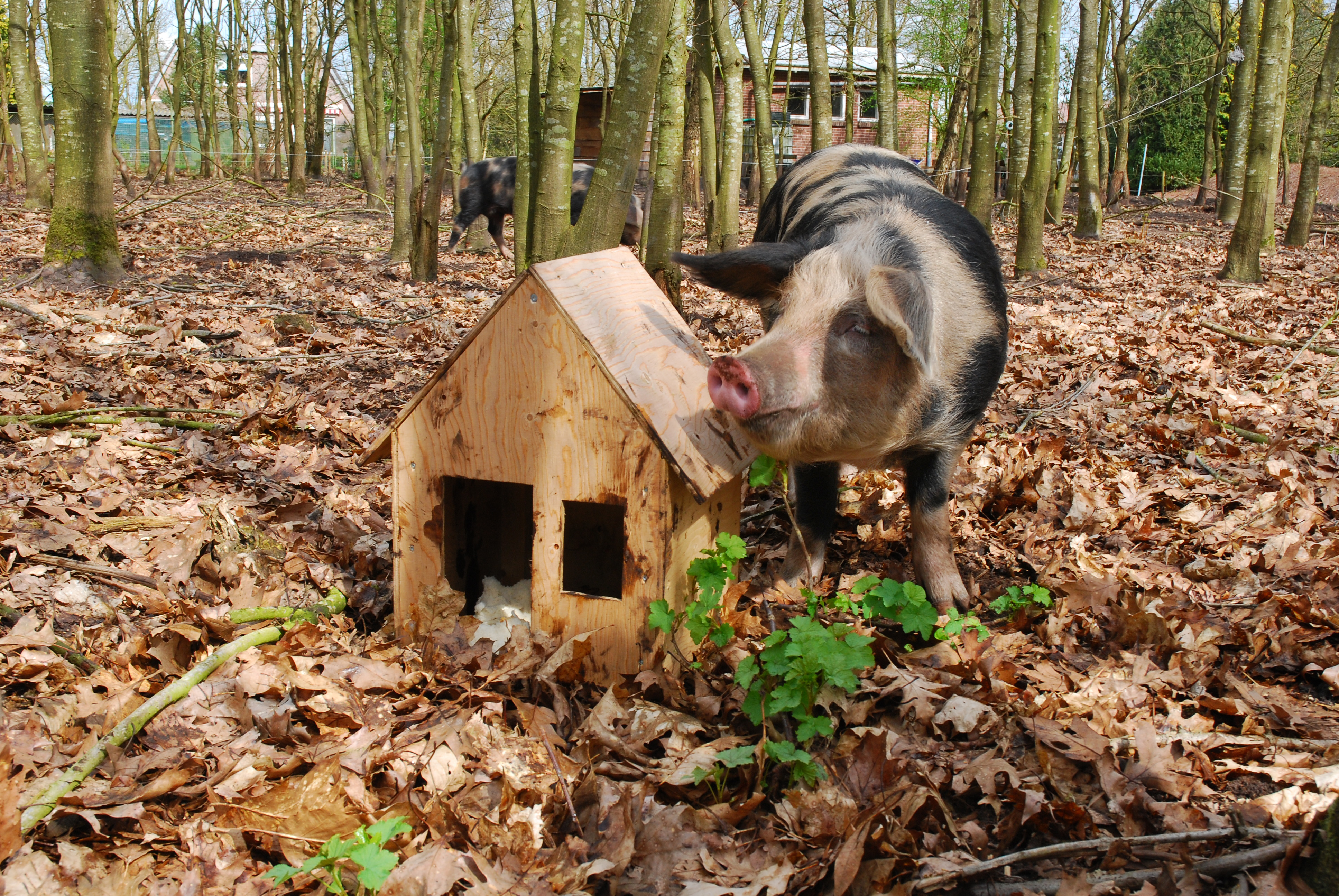
Varken in Donderen op het terrein van de PeerGrouP

Alle werkzaamheden binnen Varkensjaar vonden plaats i.s.m. Sjef Meijman, onder andere:
- Forum over de relatie tussen mens en dier (Kasteel Groeneveld).
- Tentoonstelling mEATing (Tilburg).
- P.A.I.R. project over kunst, veeteelt en landbouw (Coevorden).
- Varkensbar Installatie/performance (Donderen).
- Ronde Tafel, eetvoorstelling, in het kader van festival de Karavaan in samenwerking met Henry Alles, Maupi Tauwnaar.
- Festival de tuin der lusten, Landgoed Junne, Ommen. Installaties en eetbeelden.

2005-2009
Gran Serata Marinetti, Futuristic Diner Performance, Universiteit Utrecht.
Ronde Tafel, eetvoorstelling, Gemeente Coevorden. i.s.m. Henry Alles.
Tentoonstelling “Chromodomo”, kleurproeven op vijf verschillende locaties. Kookkunst, Groningen.
Ronde Tafel, eetvoorstelling, PeerGrouP, Veenhuizen, i.s.m. Henry Alles en Sjef Meijman.
Festival de tuin der lusten, Landgoed Twickle Delden. Installatie en eetbeelden.
Zoete Herinnering, installatie en beelden, Schouwburg De Lawei, Drachten.
Suikerhuis, installatie en beeld met suiker en karamel. Gastkunstenaars; Ronald de Jong (beeldend kunstenaar) en Sara Wiktorowicz (danser, choreografe), Kunsthuis Syb Beetsterzwaag.
PeerGroup voorstellingen: Wacht-ff, Amen is af, Groeikoorts, Waai, Naobers, Grimm, bijdragen met spel en eetbare beelden.
Proef me, solo installatie en beeld met karamel, Galerie Frontaal, Appingedam. Installatie en eetbeeld bij de opening van tentoonstelling, Rotterdam. N.A.I.
1999-2004
Concept-diner “City of Conflict – Greenhouse” en lokatieproject “De Beheersbare Stad – Het Diner”. i.s.m. Platform Gras, Harm Naaijer, Renske de Kam, Heiner Berends en dansers van Galili. Installatie, diner, performance.
Dogtroep voorstelling, Leidsche Rijn, lollies.
“E-serie – het Intieme Diner”, i.s.m. AX701 en Platform Gras. Installatie, diner en eetbeelden, Groningen.
Duo tentoonstelling “draad” met Sandra Vermanen, Galerie Sign, Groningen.
Cultureel Theaterproject “de Remise” Kookoptreden, Nieuweschans.
Galerie Niggendijker “The food that killed Kenny”. Installatie, eetperformance, Groningen.
1994-1998
Aa-kunst Manifestatie’98 in Der Aa-kerk in samenwerking met Ronald de Jong en Jan Scheerhoorn. Installaties.
“Nonnenwater” in samenwerking met Ronald de Jong, Tentoonstelling, Gouda. Oud waterleidingbedrijf. Installatie.
Aa-kunst’96 manifestatie, Aa-kerk. Installatie, in samenwerking met Ronald de Jong, Groningen.
“NO CUT” Installatie, De Fabriek, Eindhoven, samenwerkingsproject tussen verschillende kunstenaars uit verschillende disciplines, Groningen.
“Het Avontuur van de erwt en andere verhalen”, de Spatie, in samenwerking met Ronald de Jong, Groningen.

## Publicaties (selectie)
2013
- Artikel: 'Varkens met een missie', Sandra Smets, NRC 19 juni
- Boek: Farming the City, F. Miazzo & M.Minkjan, Trancity Valiz, 2013, ISBN 978-90-78088-63-9

2010
- Boek: Kost, Dis in het Gras, Chris Reinewald, BIS Publishers, met foto's
- Artikel: 'Dun gesneden filmhuis ....', Kester Freriks, NRC 23-12
- Artikel: 'Dicht op de huid en...', Annette Embrechts, Volkskrant, 17 dec.
- Artikel: 'Varkens eten ....' Bo-Anne van Egmond, Noordhollands Dagblad, 2 juli
- Artikel: 'Contact met het vlees', 17 sept., Maartje Bakker, Volkskrant
- Artikel: 'Een dag uit het leven van vier varkens', Annemiek Meijer

2007
- Boek: Graven waar je staat, Jos Schuring, TIN, PeerGrouP, ISBN 978-90-70892-90-6 (oplage 1000)